# Wikipédia en mazandarani
Wikipédia en mazandarani (en mazandarani : مازرونی ویکی‌پدیا, Mazandarani Vikipedi) est l’édition de Wikipédia en mazandarani, langue iranienne du Nord-Ouest parlée au Mazandéran au Nord de l'Iran. L'édition est lancée le 30 septembre 2006,,,. Son code est : mzn.
Au 20 mars 2025, l'édition en mazandarani contient 50 589 articles et compte 40 802 contributeurs, dont 40 contributeurs actifs et 3 administrateurs.

## Présentation

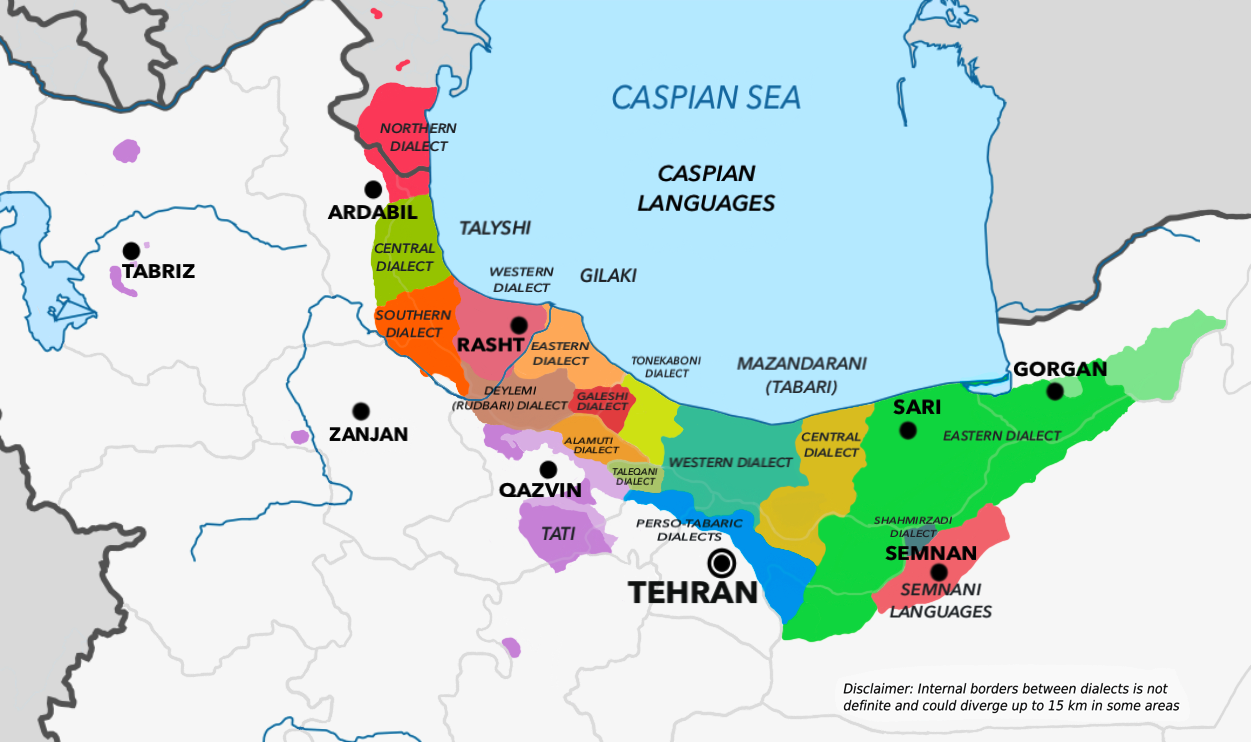
Aire de diffusion du mazandarani au sein des langues caspiennes.

## Statistiques
- En février 2009, l'édition en mazandarani compte quelque 1 300 articles et 700 utilisateurs enregistrés.
- Le 15 octobre 2022, elle contient 13 459 articles et compte 30 787 contributeurs, dont 29 contributeurs actifs et 3 administrateurs.
- Le 21 septembre 2024, elle contient 45 118 articles et compte 39 086 contributeurs, dont 46 contributeurs actifs et 4 administrateurs.